# مارک کانیفسکا
مارک کانیفسکا (انگلیسی: Marek Kanievska؛ زادهٔ ۳۰ نوامبر ۱۹۵۲) کارگردان فیلم اهل بریتانیا است.
وی کارگردان فیلم‌هایی همچون جایی که پول هست و کمتر از صفر بوده‌است.